# Parvoscincus beyeri
Parvoscincus beyeri är en ödla i familjen skinkar som förekommer i Filippinerna. Artepitetet hedrar den amerikanska antropologen Henry Otley Beyer som levde flera år i Sydostasien och som grundade en avdelning för antropologi vid Filippinernas Universitet.
Vuxna exemplar är utan svans 58 till 73 mm långa. På den bruna ryggen förekommer flera vita punkter och några individer har en längsgående svartaktig strimma på kroppssidan nära ryggen. Vid nedre delen av halsen finns en mörk fläck med en vit punkt. Undersidan har en gulaktig färg.
För arten är olika fynd i bergstrakter på ön Luzon dokumenterade. De hittades mellan 1000 och 1600 meter över havet. Parvoscincus beyeri lever i bergsskogar. Den gömmer sig i lövskiktet, under förmultnande träbitar eller i mossa.
Skogsbruk eller skogens omvandling till jordbruksmark skulle påverka beståndet negativ i framtiden. Den aktuella populationen anses vara stabil. IUCN listar arten som nära hotad (NT).